# Moroni
Moroni (en àrab موروني) és la ciutat principal de les Comores i des del 1962 n'és la capital, quan les illes encara eren una colònia francesa. La població estimada de la ciutat el 2003 era de 41.557 habitants. Està situada a la costa occidental de l'illa de Grande Comore, a 11° 45′ S i 43° 12′ E.
A 30 km hi ha l'aeroport internacional de Hahaya (codi IATA: HAH). També té un port amb transport regular amb el continent africà i amb les altres illes de l'arxipèlag de les Comores, així com amb Madagascar i altres illes de l'oceà Índic; de tota manera, el port comercial més important de l'arxipèlag és Mutsamudu, a Anjouan.
Moroni fou la capital del sultanat de Bambao. Posseeix una medina que temps enrere va estar emmurallada; la muralla fou destruïda pels francesos al segle xix. Amb la independència de l'arxipèlag el 1975, va esdevenir capital de la República Federal Islàmica de les Comores i, a partir del 2002, capital de la Unió de les Comores.
11° 45′ S, 43° 12′ E / 11.750°S,43.200°E

## Història

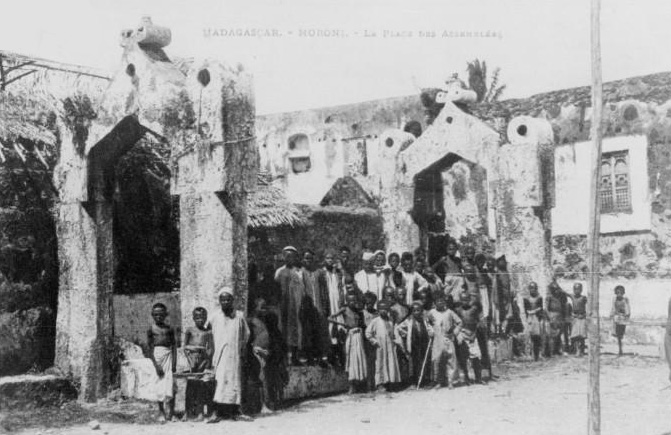
Moroni el 1908

El principi de la història de Moroni és incerta. Les primeres evidències escrites de l'assentament a les illes Comores no arriben abans del segle VII, possiblement per navegadors àrabs i agricultors de parla bantú, mentre que les troballes de ceràmica dels segles VII al X demostren que les illes formaven part del desenvolupament suahili. però no se sap quan es va establir Moroni per primera vegada.
A mitjans del segon mil·lenni, però, Moroni era clarament una ciutat ben establerta, dedicada a xarxes comercials a tot l'oceà Índic, i la mesquita de Badjanani, construïda el 1427, és un testimoni de la riquesa de la ciutat, contemporània de les edats daurades de altres ciutats suahilies. Juntament amb el port veí i la capital reial Ikoni, Moroni va ser un dels dos centres de poder econòmic i polític del regne de Bambao. No obstant això, fins a finals del segle xii va ser només una de les nombroses ciutats grans de l'illa, i no va ser fins que el sultà de Bambao, Said Ali ibn Said Omar, va negociar un tractat de protectorat amb França el 1886 que la seva ciutat es va convertir en la seu de l'administració colonial.
Moroni va créixer lentament al llarg del segle XX perquè, tot i que era la capital de Ngazidja, no era la seu de l'administració territorial, que es trobava a Dzaoudzi a Mayotte, i el 1958 la seva població era encara només de 6.545 habitants. No obstant això, aquell mateix any es va prendre la decisió de traslladar la capital de l'arxipèlag de Dzaoudzi a Moroni, i la ciutat va créixer lentament fins a fer-se la més gran del país.
Els representants d'Anjouan van rebutjar un acord sobre una àmplia autonomia a les tres illes que va provocar una erupció de violència que va afectar Moroni l'abril de 1999, durant el qual el coronel Azali Assoumani va assumir el poder en un cop d'estat. El desembre de 2003, els presidents insulars de la Unió de Comores van signar l'Acord Moroni sobre Acords de Transició. En el període previ a les eleccions de 2006, la Radio Ngazidja, propietat del govern, i l'emissora privada Moroni FM van ser asaltades per assaltants armats i forçades a sortir de l'aire temporalment. El 2010, Seabees de la Marina dels Estats Units d'Amèrica va construir l'escola Hamramba a Moroni com a projecte humanitari, en col·laboració amb l'exèrcit local i el govern federal de les Comores; Els mètodes de construcció inclouien barrejar formigó a mà abans d'utilitzar galledes i carretons per traslladar el formigó al lloc de l'escola.

## Geografia

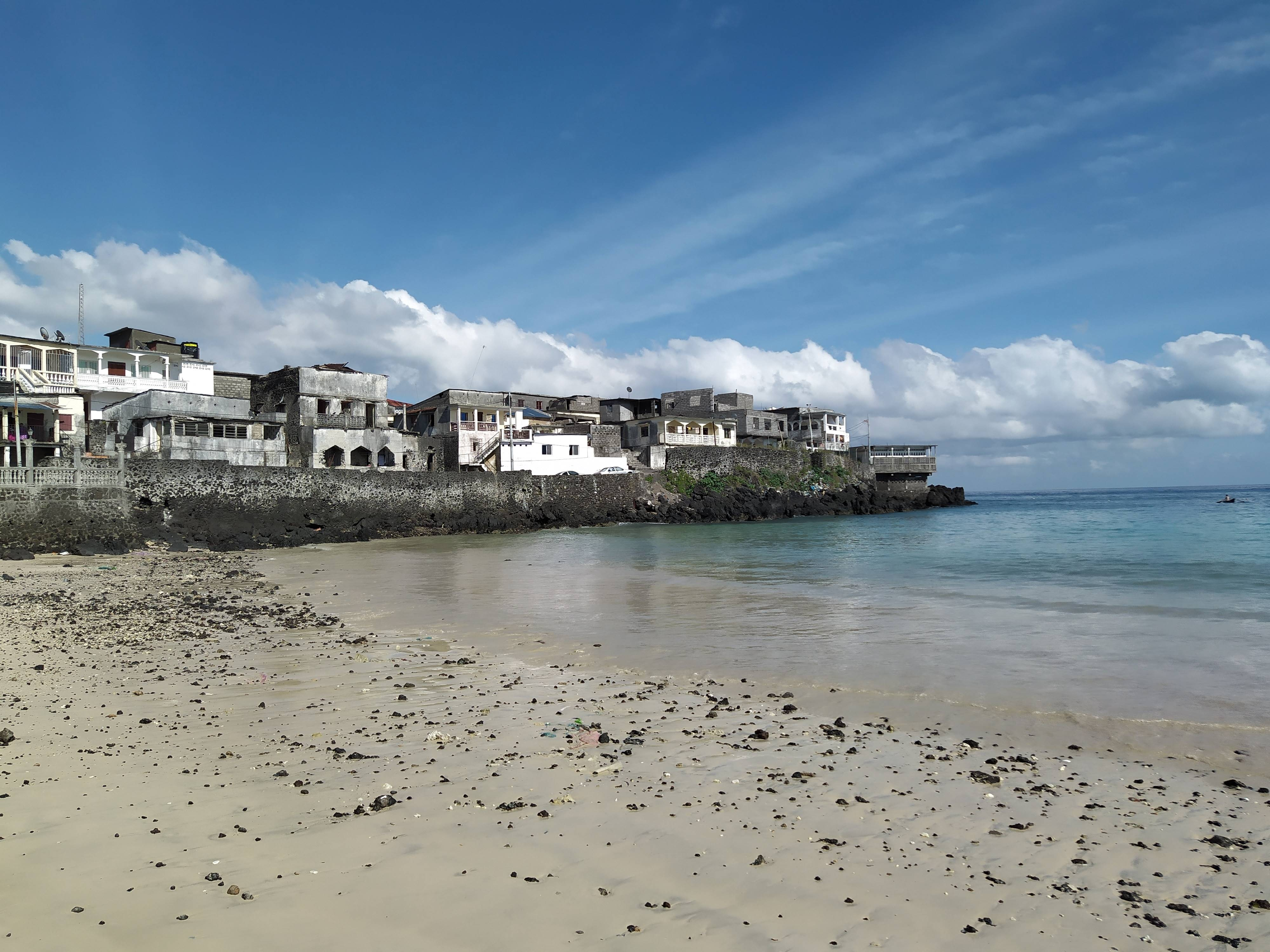
Platja Itsandra

La ciutat es troba a la costa occidental de Grande Comore. Moroni té una costa volcànica rocosa, la majoria sense platges. Els assentaments al nord de Moroni són Itsandra, Ntsoudjini, Ouellah, Bahani, Batsa, Vanambouani i Vanadjou, i al sud hi ha Ikoni, Mvouni, Daoueni i Sirianos.

### Punts de referència

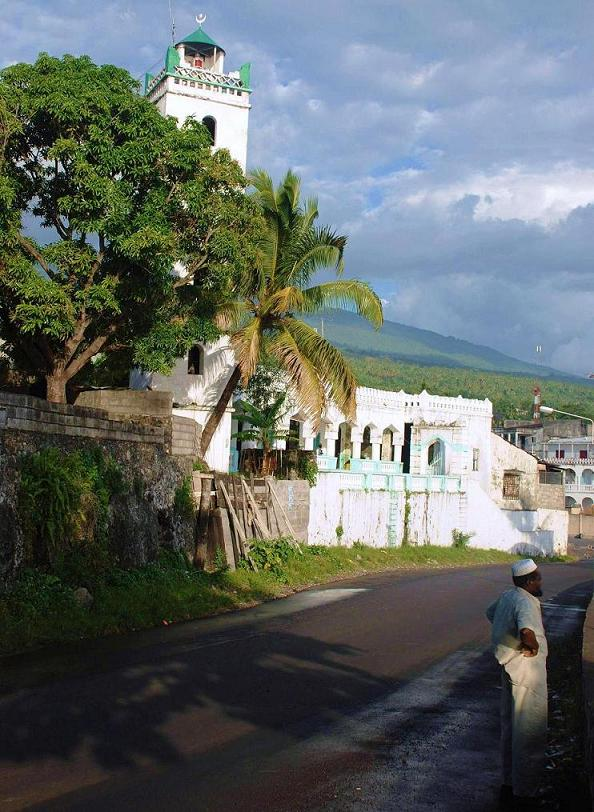
Mesquita de Badjanani

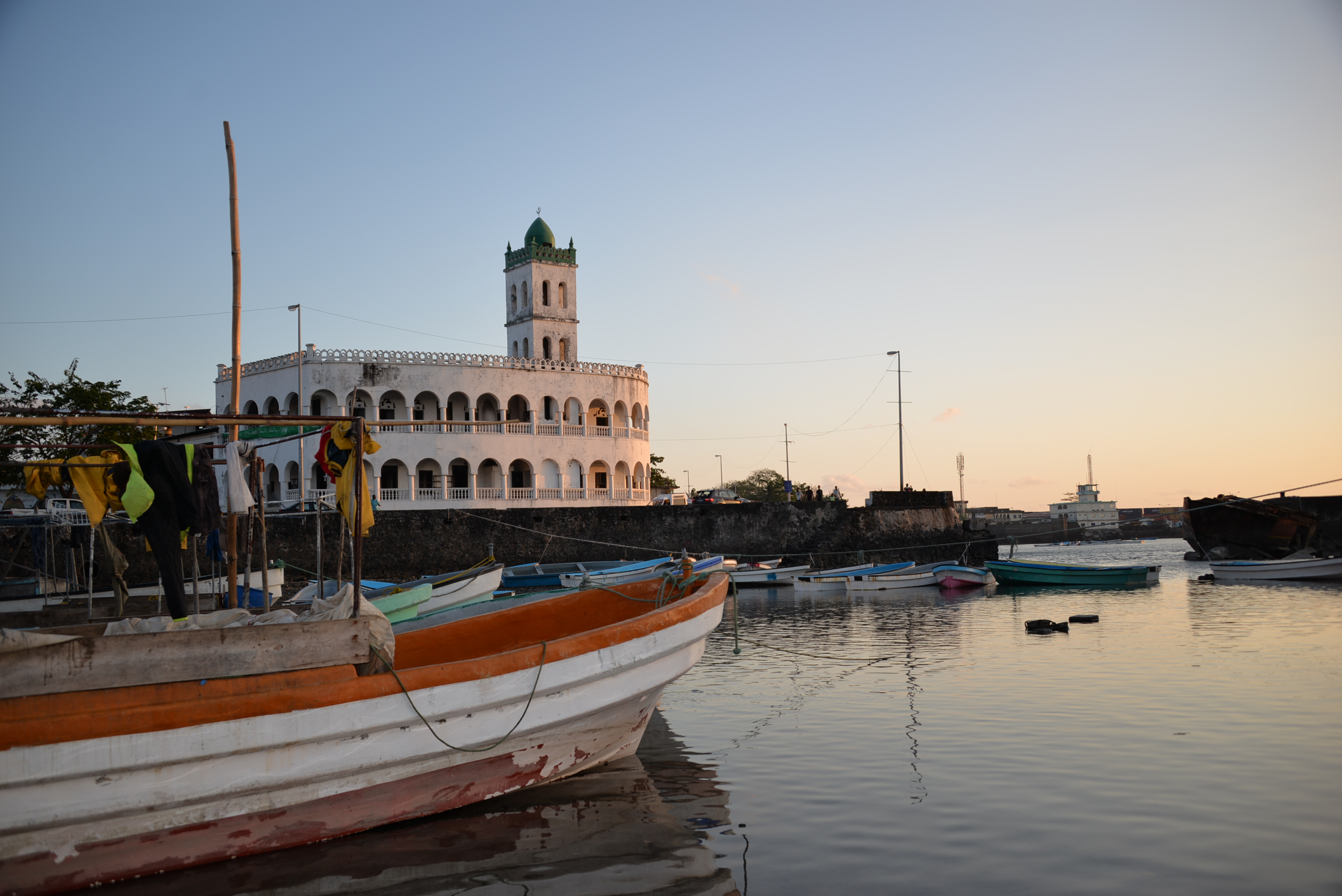
Vista de la mesquita divendres des del port vell

El centre històric de la ciutat, la Medina, conté un laberint de carrerons estrets i edificis antics, però està mal mantingut. El nucli antic de la ciutat és semblant però més petit que el nucli antic de Lamu. Hi ha moltes mesquites, en particular la mesquita Badjanani o Ancienne Mosquée de Vendredi, que és la mesquita més antiga de la Medina. Va ser construïda originalment el 1427, i es va afegir un minaret el 1921. El teatre de 300 seients de l'Alliance Franco-Comorienne serveix com a seu per a actuacions nacionals i internacionals, cerimònies, conferències, projeccions de pel·lícules i seminaris. Altres lloc són l'Al-Kamar de 700 seients, el Palais du Peuple de 500 seients i el Foyer des Jeunes de Foumbouni de 300 places.
Moroni té uns quants hotels i discoteques. El volcà Karthala també és una atracció per fer senderisme quan el volcà està inactiu.

### Clima
Moroni presenta un clima de selva tropical (Af), amb precipitacionsŵ generalment abundants durant tot l'any; només a l'octubre hi ha de mitjana menys de 100 mm de pluja (aproximadament 98 mm). La precipitació mitjana anual és de 2.700 mm i plou durant tots els mesos de l'any. La temporada dels monsons dura de novembre a abril. La humitat està entre el 69 i el 79 %. Les temperatures mitjanes de Moroni durant tot l'any són relativament constants amb un màxim en el rang de 32 i 34 °C i un mínim en el rang de 14 i 20 °C. La regió experimenta ciclons freqüents i com que les illes es troben a més de 10 graus per sota de l'equador a la part occidental de l'oceà Índic, el clima s'anomena generalment tropical marítim.

### Muntanya Karthala

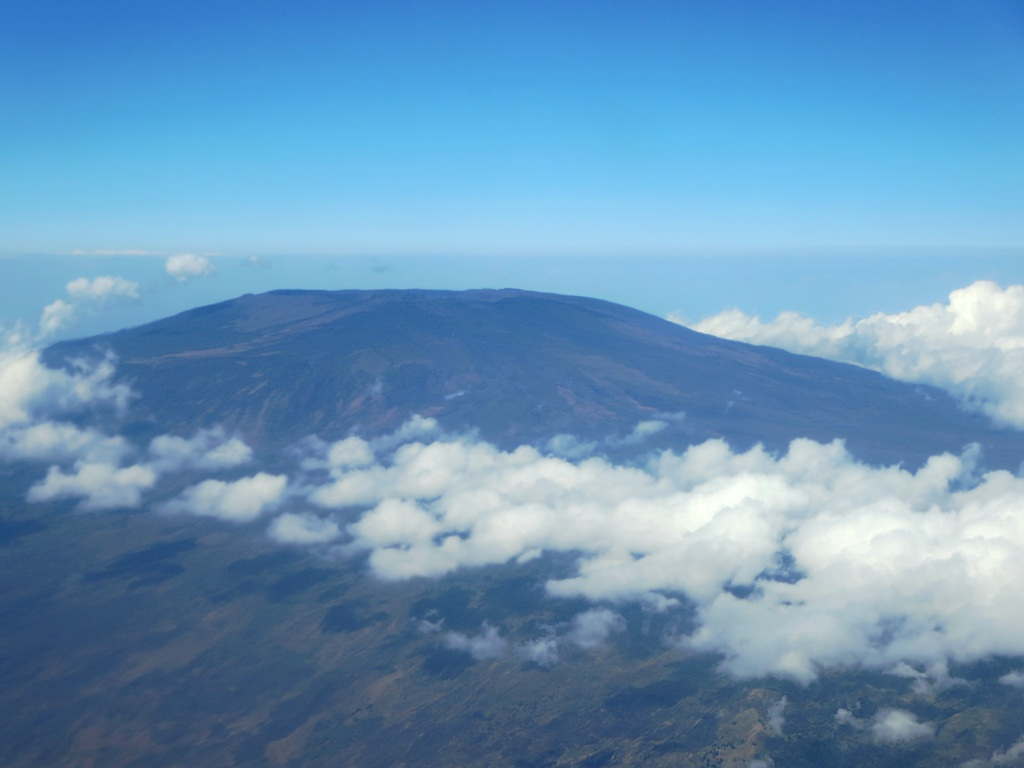
Muntanya Karthala

Moroni està situat als peus del mont Karthala, 10 km al nord-oest del cràter del volcà. Els 2.361 m es diu que el volcà alt actiu és un dels volcans actius més grans del món, amb un diàmetre d'aproximadament 1,6 km i ha entrat en erupció aproximadament cada onze anys durant els últims dos-cents anys. L'erupció del 2005 va provocar el desplaçament d'un gran nombre de persones a causa de les cendres volcàniques.
El volcà que forma el teló de fons de la ciutat de Moroni té nombroses espècies d'ocells, com ara el colom de les Comores, el mussol de les Comores, el cucut de les Comores, el drongo de les Comores, el tord de les Comores, el bulbul de les Comores, el papamosques d' Humblot, el cucut de les Comores i el Kirk ' blanc. l'ull blanc, el pinzell de les Comores, el sol verd de les Comores i el fody de les Comores.

## Demografia
| 15 setembre 1980 | 15 setembre 1991 | 15 setembre 2003 | 2009   | 2011   | 2013   | 15 desembre 2017 | 2025   |
| 17.267           | 29.916           | 40.050           | 61.200 | 62.000 | 62.351 | 74.749           | 85.400 |

Els musulmans sunnites representen el 98% i hi ha una minoria de catòlics romans. Les llengües oficials de les Comores són el shikomori (una llengua bantú molt relacionada amb el suahili), l'àrab i el francès.

## Llocs de culte

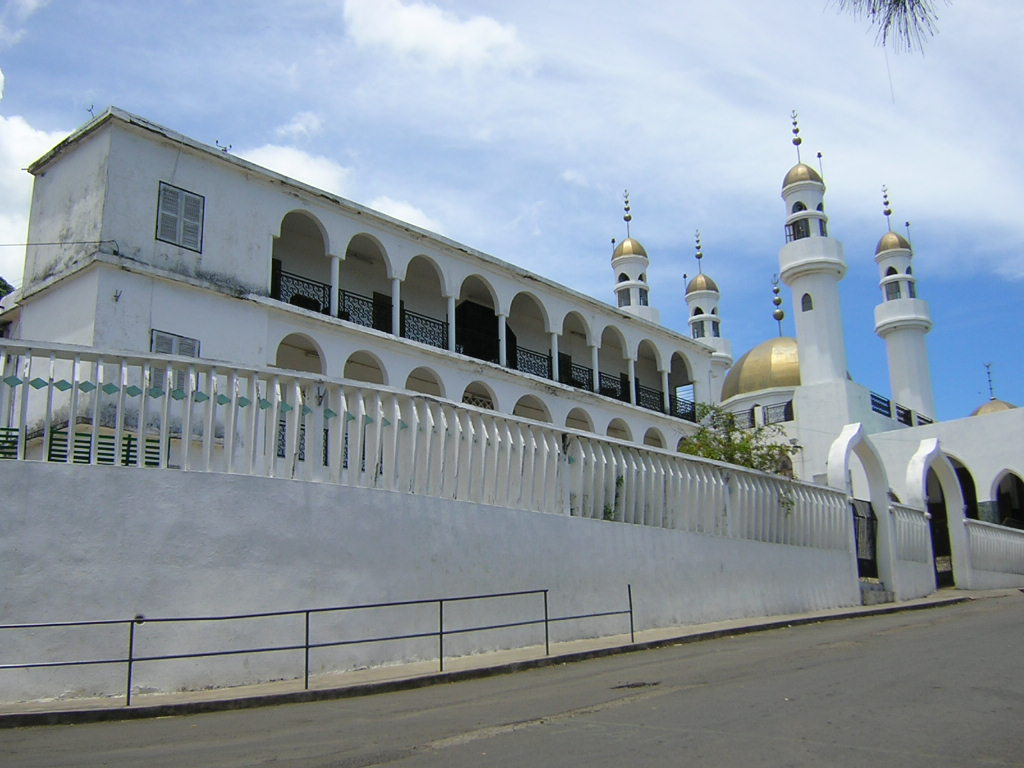
Mesquita de Moroni

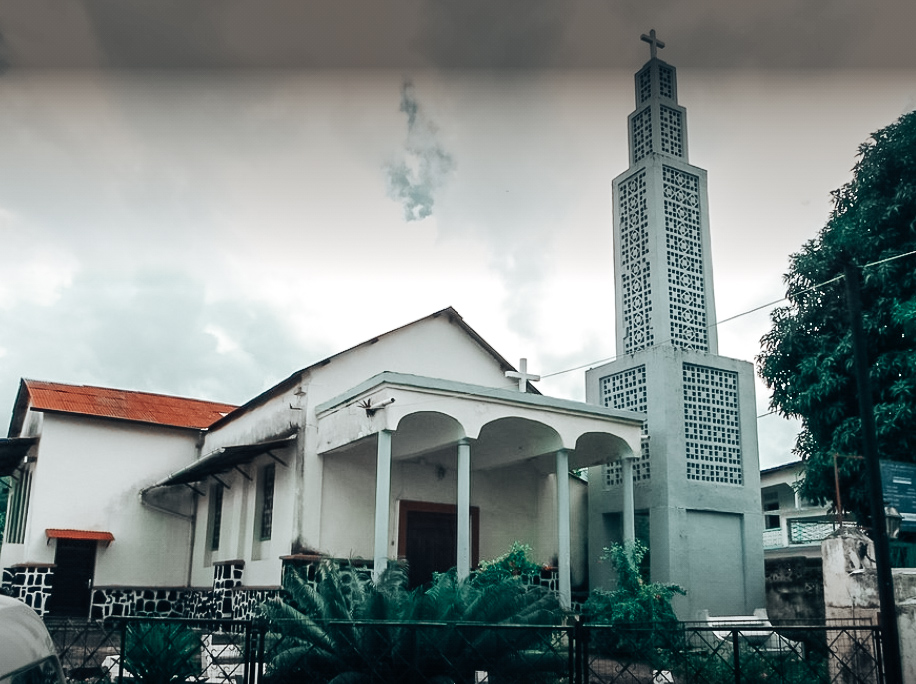
Església catòlica a Moroni

Entre els llocs de culte, són majoritàriament mesquites musulmanes. També hi ha esglésies i temples cristians: Vicariat Apostòlic de l'Arxipèlag de les Comores (Església Catòlica), Esglésies protestants, Esglésies evangèliques.

## Economia
Els productes produïts a l'illa són la vainilla, els refrescos, els olis essencials processats i destil·lats, els productes metàl·lics i de la fusta, i la puzolana processada (ciment); aquests s'exporten des del port. La infraestructura turística està poc desenvolupada. Les institucions financeres són Banque Centrale des Comores, Banque de Development des Comores i Banque pour Industries et le Commerce. Hi ha diversos mercats a Moroni, inclòs el mercat vell i el mercat més gran de Volo Volo al nord de la ciutat.

## Transport

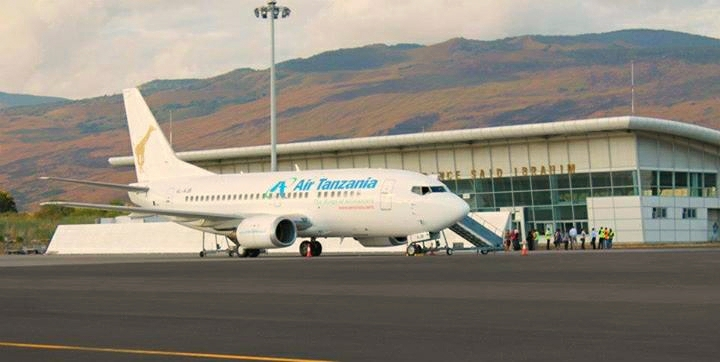
Aeroport internacional Prince Said Ibrahim

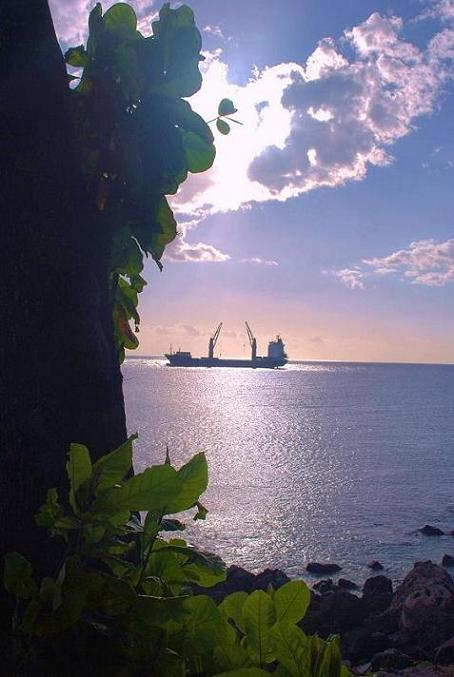
Port de Moroni

L'autoritat d'aviació civil del país, Ministère des Postes et Télécommunications de la Promotion des Nouvelles Technologies de l'Information et de la Communication chargé des Transports et du Tourisme, es troba a Moroni, així com l'Agència Nacional d'Aviació Civil i Meteorologia. Moroni és servit per l'aeroport internacional Prince Said Ibrahim, situat a Hahaya, uns 15 km al nord de la ciutat. No obstant això, no hi ha vols directes a Europa. És un aeroport civil a una cota de 28 m i té una pista pavimentada que té unes dimensions de 2900 x 45 m. Les companyies aèries que operen vols internacionals a aquest aeroport són les companyies aèries etíops, Air Tanzania, Air Austral i Kenya Airways. Tanmateix, entre les illes operen les companyies aèries locals, Int'Air Iles i AB Aviation.
El 30 de juny de 2009, el vol Yemenia 626, en ruta del Iemen a Moroni, es va estavellar a l'oceà Índic amb 153 passatgers i tripulants a bord, molts de França.

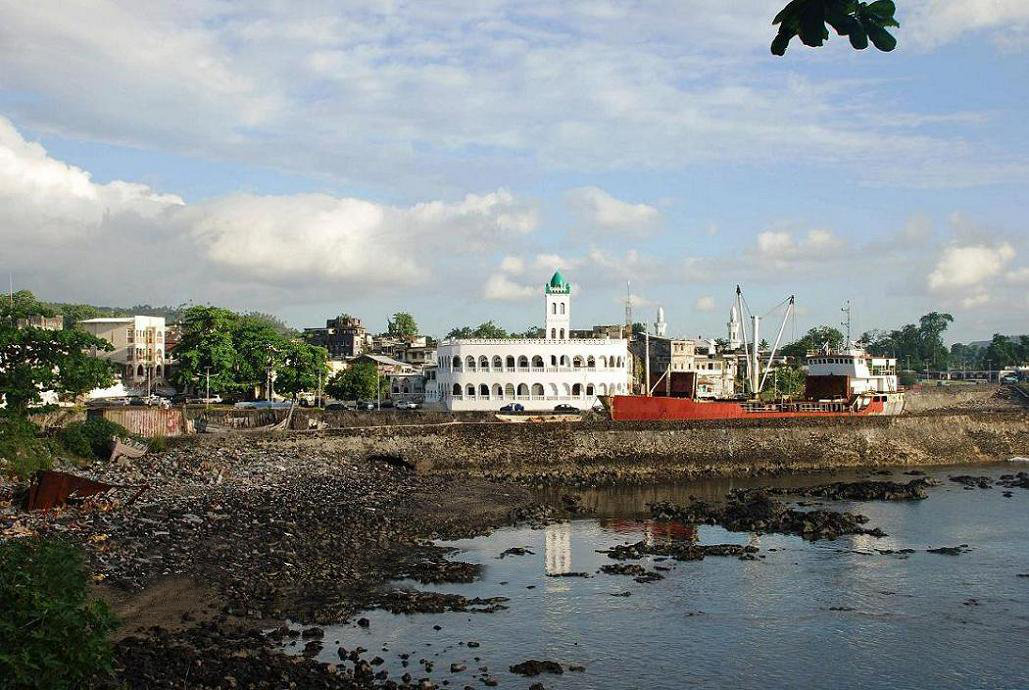
Port Moroni en primer pla

Hi ha un port important encara que de petita grandària amb transport regular cap a l'Àfrica continental i les altres illes de l'arxipèlag de les Comores, així com Madagascar i altres illes de l'oceà Índic. El port és un petit moll de 80 m amb un calat de 3,5 m i, per tant, no és adequat perquè entrin grans vaixells, ja que els esculls de corall representen una amenaça per a la seguretat. Admet una mida màxima de vaixell de 150 m. La profunditat del canal és de 24,4 m, amb una profunditat d'ancoratge de 23,2 m, una profunditat del moll de càrrega de 4,9 m i una profunditat terminal de 4,9 m. Dins de la minizona industrial del port, Gulfcom Port Management SA va gestionar una terminal de contenidors local durant el període 2006-2012, després del qual Bolloré Africa Logistics va guanyar la concessió i s'associarà amb Cofipri, una empresa d'inversió luxemburguesa. S'han establert instal·lacions d'emmagatzematge com ara magatzems per facilitar les importacions i exportacions i també per a l'emmagatzematge de petroli.